# Calenduleae
 Calenduleae  Cass., 1819, è una tribù di piante angiosperme dicotiledoni della (famiglia Asteraceae - sottofamiglia Asteroideae).

## Etimologia
Il nome della tribù deriva dal suo genere più importante Calendula L. la cui etimologia deriva dal latino "calendae" ( = calendario) è fa riferimento alla lunga fioritura di queste piante che si protrae per diversi mesi.
ll nome scientifico è stato definito per la prima volta dal botanico e naturalista francese Alexandre Henri Gabriel de Cassini (1781 – 1832) nella pubblicazione "Journal de Physique, de Chimie,  d'Histoire Naturelle et des Arts - 88" del 1819.

## Descrizione

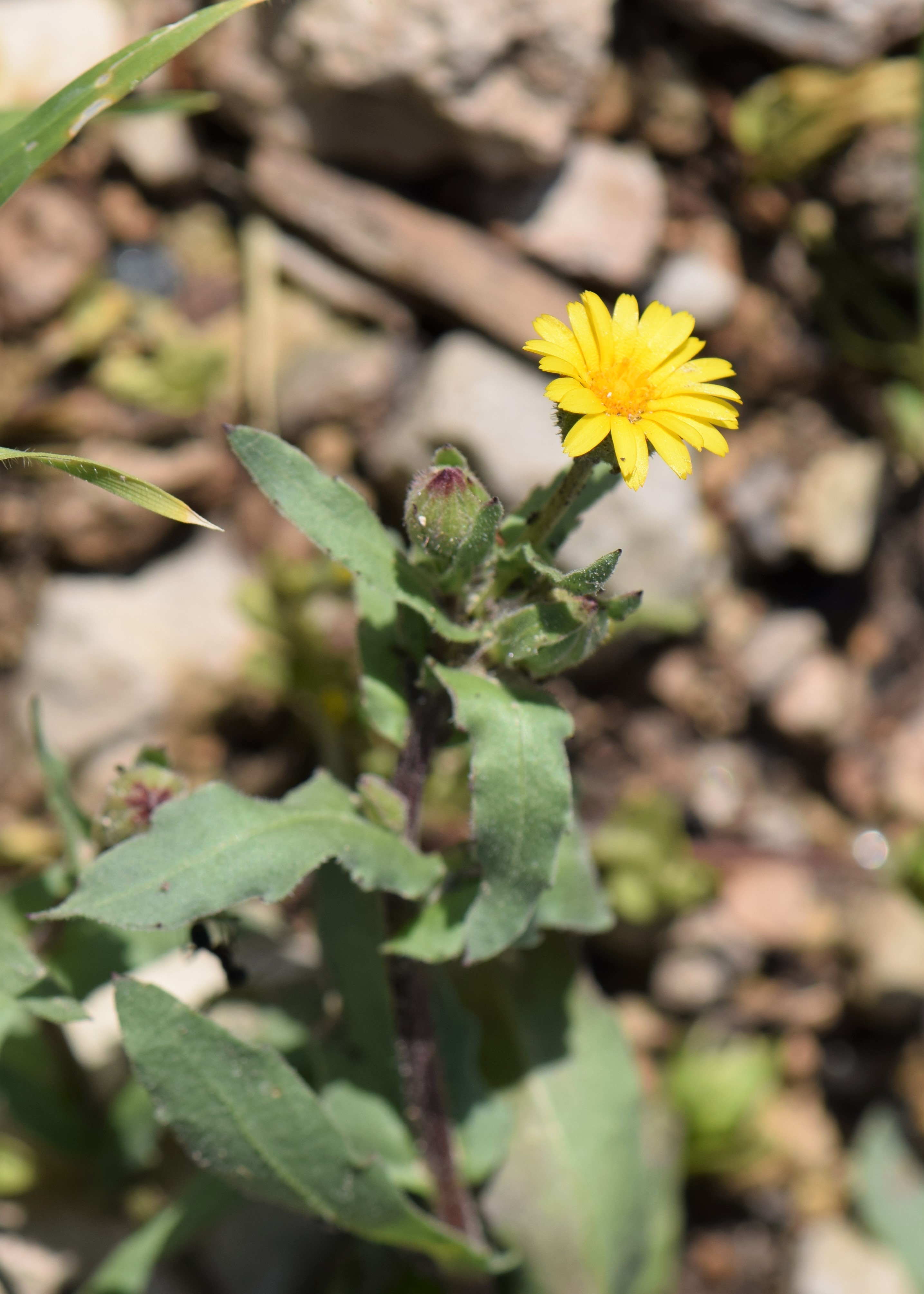
Il portamento
Calendula palaestina

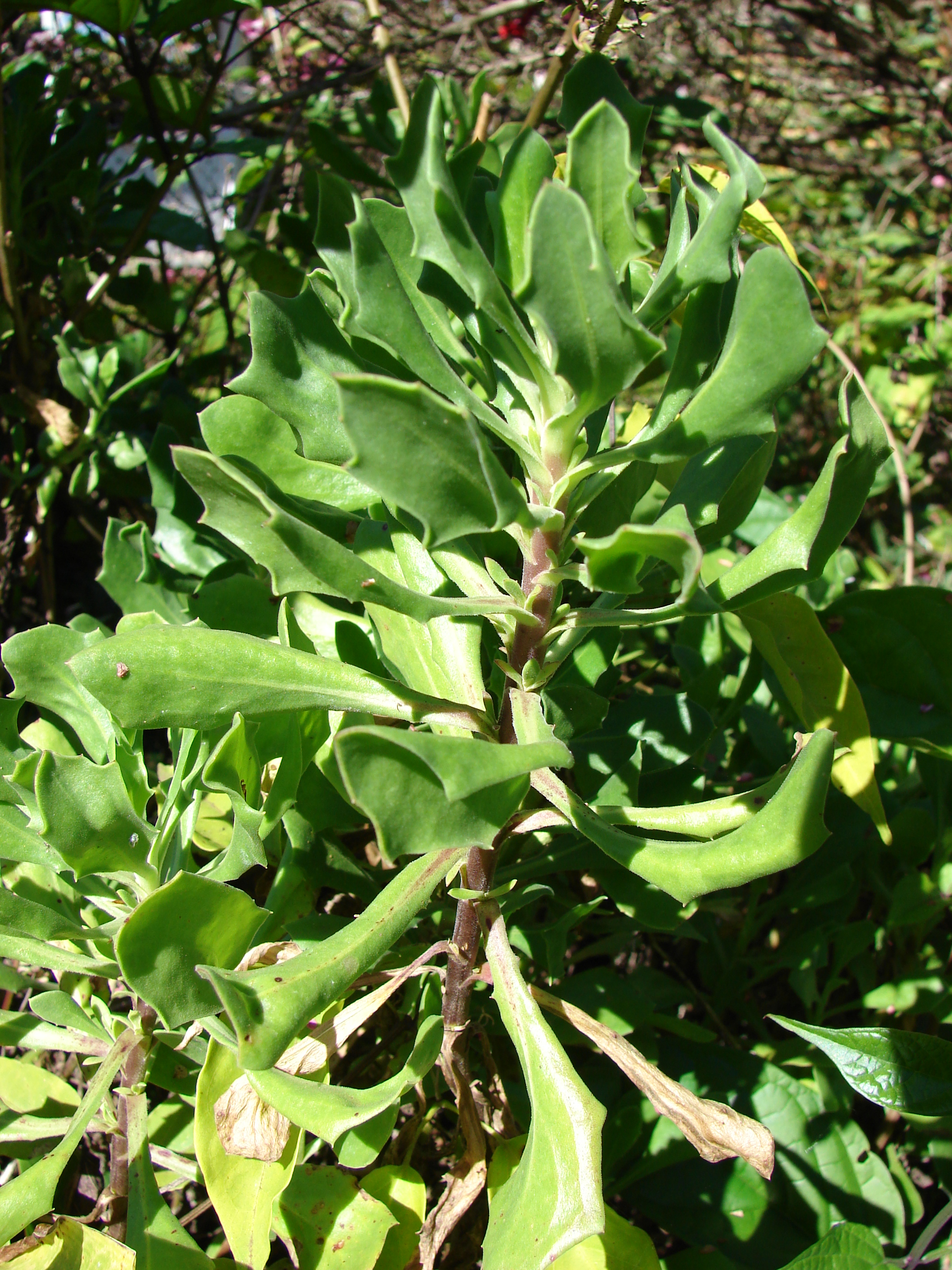
Le foglie
Dimorphotheca fruticosa

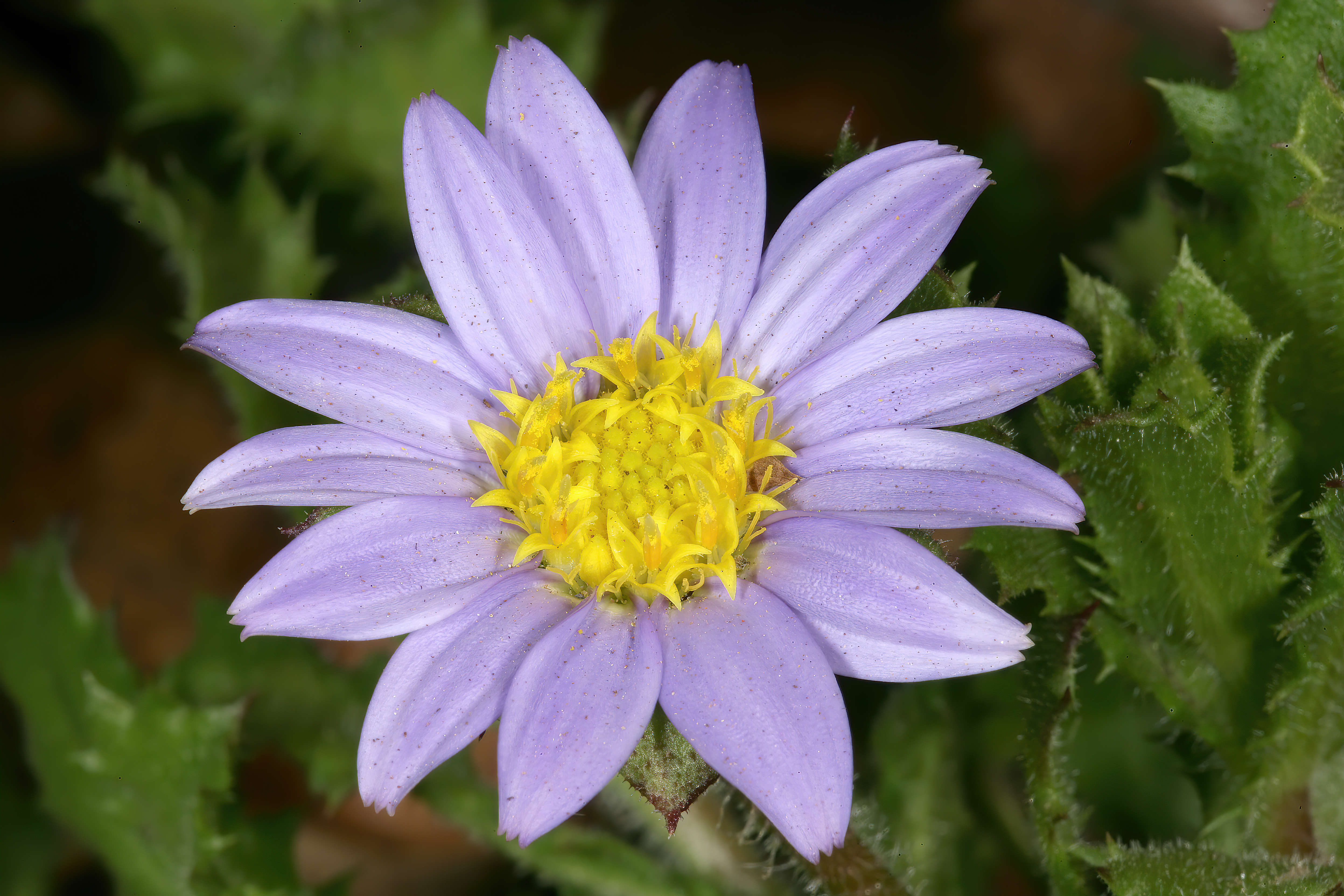
Infiorescenza
Garuleum sonchifolium

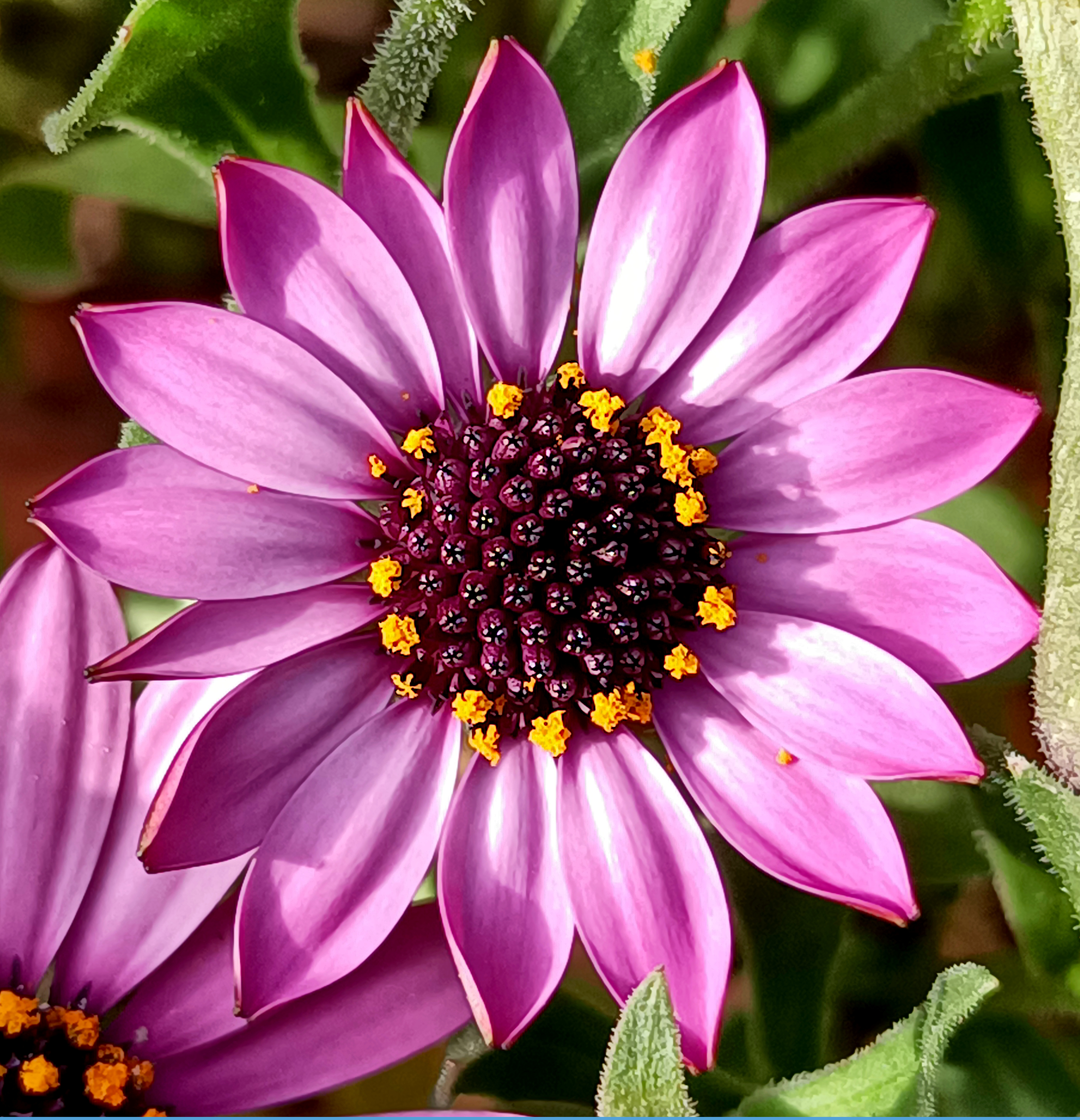
I fiori
Dimorphotheca ecklonis

Habitus. Questo gruppo comprende specie erbacee, arbustive o piccoli alberi privi di lattice. Alcune specie possono essere spinescenti.
Foglie. Le foglie lungo il caule sono disposte sia in modo alternato che opposto e sono sia picciolate che sessili, con lamina intera a forma da lanceolata a ovata più o meno spatolata oppure variamente lobata. A volte i bordi possono essere dentati.
Infiorescenza. Le sinflorescenze sono sia scapose (un solo capolino) che corimbose (più capolini). I capolini (l'infiorescenza vera e propria) sono peduncolati o (raramente) sessili. Il singolo capolino è di tipo radiato, eterogamo, di dimensioni variabili, e presenta un involucro campanulato o a forma di coppa, con brattee disposte in 1-3 file disposte in modo embricato oppure no, talora con margine ialino. All'interno dell'involucro un ricettacolo nudo (senza pagliette a protezione della base dei fiori) e glabro, raccoglie due tipi di fiori: quelli periferici del raggio e quelli interni del disco.
Fiori.  I fiori sono tetra-ciclici (formati cioè da 4 verticilli: calice – corolla – androceo – gineceo) e pentameri (calice e corolla formati da 5 elementi). Sono inoltre ermafroditi, più precisamente i fiori del raggio (quelli ligulati e zigomorfi) sono femminili; mentre quelli del disco centrale (tubulosi e actinomorfi) sono bisessuali (spesso sono sterili e funzionalmente maschili).
- Formula fiorale:

*/x K {\displaystyle \infty }, [C (5), A (5)], G 2 (infero), achenio
- Calice: i sepali del calice sono ridotti ad una coroncina di squame.
- Corolla: nella parte inferiore i petali della corolla sono saldati insieme e formano un tubo. In particolare la corolla del disco centrale (tubulosi) termina con delle fauci dilatate a raggiera con cinque lobi. La corolla dei fiori periferici (ligulati) il tubo si trasforma in un prolungamento nastriforme terminante più o meno con tre dentelli. I colori sono variabili dal giallo all'arancio, dal bianco al rosa, dal porpora al blu.
- Androceo: l'androceo è formato da 5 stami con filamenti liberi e antere saldate in un manicotto circondante lo stilo.[15] Le appendici apicali delle antere sono piatte con forme triangolari-ovate. Le teche in genere non sono calcarate (sono cioè prive di speroni), ma hanno delle code. Le antere inoltre sono tetrasporangiate (raramente sono bisporangiate); il tessuto endoteciale normalmente è polarizzato. Il polline è tricolporato (tipo "helianthoid") e del tipo echinato (con punte sporgenti) a forma sferica.[16]
- Gineceo: il gineceo ha un ovario uniloculare infero formato da due carpelli.[15] Lo stilo è unico e con due stigmi nella parte apicale (non sempre presenti). Gli stigmi sono provvisti di superfici stigmatiche (in genere queste sono marginali e separate). Dei peli radicali formano un anello alla base dello stilo; la pubescenza può arrivare fin sotto gli stigmi.[17]

Frutti. I frutti sono degli acheni senza pappo. Gli acheni, che a volte presentano un esocarpo carnoso e colorato, hanno una notevole varietà di forme e dimensioni (sono eteromorfi ma anche dimorfici nella stessa pianta): possono essere rostrati, orbicolari, obovati, curvi, a becco, alati o fenestrati (con fori).

## Distribuzione e habitat
Con l'eccezione del genere Calendula, il cui areale si estende fuori dall'Africa sino alla Macaronesia, l'Europa centrale e meridionale, e il Medio Oriente, il resto della tribù ha una distribuzione esclusivamente africana, con un centro di biodiversità in Sudafrica. Nella tabella più sotto sono indicate in dettaglio le distribuzioni dei vari generi.

## Biologia
Impollinazione: l'impollinazione avviene tramite insetti (impollinazione entomogama tramite farfalle diurne e notturne).

Riproduzione: la fecondazione avviene fondamentalmente tramite l'impollinazione dei fiori (vedi sopra).

Dispersione: i semi (gli acheni) cadendo a terra sono successivamente dispersi soprattutto da insetti tipo formiche (disseminazione mirmecoria). In questo tipo di piante avviene anche un altro tipo di dispersione: zoocoria. Infatti gli uncini delle brattee dell'involucro (se presenti) si agganciano ai peli degli animali di passaggio disperdendo così anche su lunghe distanze i semi della pianta. Inoltre per merito del pappo il vento può trasportare i semi anche a distanza di alcuni chilometri (disseminazione anemocora).

## Tassonomia
La famiglia di appartenenza di questa voce (Asteraceae o Compositae, nomen conservandum) probabilmente originaria del Sud America, è la più numerosa del mondo vegetale, comprende oltre 23.000 specie distribuite su 1.535 generi, oppure 22.750 specie e 1.530 generi secondo altre fonti (una delle checklist più aggiornata elenca fino a 1.679 generi). La famiglia attualmente (2021) è divisa in 16 sottofamiglie; la sottofamiglia Asteroideae è una di queste e rappresenta l'evoluzione più recente di tutta la famiglia.

### Filogenesi
La tribù di questa voce è una delle 21 tribù della sottofamiglia Asteroideae. Da un punto di vista filogenetico, la tribù Calenduleae fa parte del supergruppo "Asteroideae grade" (o supertribù "Asteroidae"); l'altro è il supergruppo "Non-Asteroideae" contenente il resto delle sottofamiglie delle Asteraceae. All'interno del supergruppo è vicina alle tribù Senecioneae, Gnaphalieae, Astereae e Anthemideae.
I caratteri del gruppo "Asteroideae clade" sono:
- la disposizione delle foglie lungo il caule è in genere alternata (ad eccezione dei membri del gruppo Heliantheae s.str.);
- i fiori del disco normalmente sono attinomorfi con lobi della corolla lunghi quanto larghi e non molto profondi;
- i fiori del raggio hanno tre denti apicali;
- le antere sono prive di speroni;
- il polline è echinato (spinoso) con punte disposti più o meno regolarmente;
- la superficie stigmatica è divisa in due linee all'interno dei due bracci dello stile;
- i numeri cromosomici di base sono 2n = 18 e 2n = 20 oppure 2n = 38 (Heliatheae Alliance).

La tribù Calenduleae è monofiletica con il genere Garuleum “gruppo fratello” del resto della tribù. Associazioni come Chrysanthemoides, Inuloides, Monoculus, Nephrotheca, Norlindhia, Oligocarpus e Tripteris sono state incluse in Osteospermum. Rimane ancora da definire il gruppo politomico formato dai generi Calendula, Osteospermum e Gibbaria. Il cladogramma tratto dallo studio citato, semplificato, mostra l'attuale conoscenza della struttura filogenetica della tribù (ossia una delle possibili configurazioni).
|  | Dimorphotheca                                                                         |
|  |                                                                                       |
|  | \| \| Calendula \| \| \| \| \| \| Osteospermum \| \| \| \| \| \| Gibbaria \| \| \| \| |
|  |                                                                                       |
|  | Calendula                                                                             |
|  |                                                                                       |
|  | Osteospermum                                                                          |
|  |                                                                                       |
|  | Gibbaria                                                                              |
|  |                                                                                       |

|  | Calendula    |
|  |              |
|  | Osteospermum |
|  |              |
|  | Gibbaria     |
|  |              |

|  | Dimorphotheca                                                                         |
|  |                                                                                       |
|  | \| \| Calendula \| \| \| \| \| \| Osteospermum \| \| \| \| \| \| Gibbaria \| \| \| \| |
|  |                                                                                       |
|  | Calendula                                                                             |
|  |                                                                                       |
|  | Osteospermum                                                                          |
|  |                                                                                       |
|  | Gibbaria                                                                              |
|  |                                                                                       |

|  | Calendula    |
|  |              |
|  | Osteospermum |
|  |              |
|  | Gibbaria     |
|  |              |

La principale sinapomorfia di questo gruppo è la perdita del pappo, mentre i caratteri diagnostici sono:
- lo stilo è sterile in molti taxa;
- nella forma del frutto e varietà nella dispersione dei semi sono presenti molti polimorfismi;
- il pappo è mancante.

### Elenco dei generi
La tribù comprende 6 generi e 115 specie:

| Genere                           | N. specie                                              | Distribuzione                                        | Caratteri più significativi | Numeri cromosomici                                       | Fiori |
| -------------------------------- | ------------------------------------------------------ | ---------------------------------------------------- | --- | -------------------------------------------------------- | ----- |
| Calendula L., 1753               | 12                                                     | Europa, Africa sino alla Macaronesia e Medio Oriente | Lo stilo è indiviso. - L'achenio è polimorfo: "rostrato" o "cimbiforme" (fiori esterni); "anulare" o curvo (fiori interni).                                                | 2n = 14, 16, 18, 22, 28, 30, 32, 36, 42, 44, 46, 54 e 85 |       |
| Dimorphotheca Vaill., 1754       | 19                                                     | Sudafrica, Zimbabwe e Angola                         | I fiori del raggio sono femminili-sterili o neutri. - I fiori del disco sono ermafroditi con acheni piatti. - Il colore dei fiori del raggio sono bianchi, rosa o porpora. | 2n = 18 e 20                                             |       |
| Garuleum Cass., 1819             | 7                                                      | Sudafrica e Namibia                                  | Gli stili dei fiori del disco sono profondamente forcati e papillato-irsuti.                                                                                               |                                                          |       |
| Gibbaria Cass., 1817             | 2                                                      | Sudafrica                                            | La forma delle foglie è lineare-subulata. - Le brattee dell'involucro sono embricate. - Il colore dei fiori del raggio è bianco o crema.                                   |                                                          |       |
| Osteospermum L., 1753            | 74                                                     | Sudafrica, Africa tropicale, Somalia e Arabia        | I fiori del raggio sono gialli/arancio. - Gli acheni hanno una sezione triangolare (sono più o meno prismatici e clavati) con superfici tubercolate e/o tri-alate.         | 2n = 16, 18 e 32                                         |       |
| Oxylaena Benth. ex Anderb., 1991 | Una specie: Oxylaena acicularis (Benth.) Anderb., 1991 | Sudafrica                                            | Il margine delle foglie è intero. - I fiori del disco sono funzionalmente maschili.                                                                                        |                                                          |       |

### Chiave per i generi
Per meglio comprendere ed individuare i vari generi l'elenco seguente utilizza il sistema delle chiavi analitiche:
- 1A: i fiori del raggio sono femminili-sterili oppure sono neutri;

Dimorphotheca
- 1B: i fiori del raggio sono femminili e fertili;
  - 2A: il frutto achenio è polimorfo, alcuni sono ricurvi e/o rostrati;

Calendula: gli acheni esterni sono a forma di barca (carenati), diritti o curvi; quelli interni sono fortemente incurvati e talvolta a forma anulare; lo stilo è indiviso.
Osteospermum sect. Xenismia  (DC.) Norl. (= Oligocarpus  Less.): gli acheni sono diritti o leggermente incurvati, ma non a forma anulare; sono alati o privi di ali ma con 6 angoli, alcuni sono rostrati, con facce da lisce o rugose a spinose; lo stilo è bifido.
- 2B: i frutti acheni possono essere dimorfici oppure no, raramente sono rostrati;

- 3A: lo stilo dei fiori del disco è profondamente biforcato e all'esterno possiede dei peli papillosi;

Garuleum
- 3B: lo stilo dei fiori del disco è poco profondamente bifido con un collare subapicale di peli radicali;

- 4A: l'achenio è simile ad una drupa con uno strato carnoso nero-bluastro o rosso-aranciato;

Osteospermum sect. Homocarpae  Norl. (= Chrysanthemoides  Fabr.)
- 4B: l'achenio è secco o con sottili strati carnosi biancastri o nero-bluastri;

- 5A: i fiori del disco sono ermafroditi con acheni piatti;

Dimorphotheca
- 5B: i fiori del disco sono funzionalmente maschili con acheni non sviluppati o non piatti;

- 6A: gli acheni sono reniformi con cavità ventrali;

Gibbaria: la forma delle foglie è lineare-subulata; le brattee dell'involucro sono embricate; le corolle dei fiori del raggio sono colorate di bianco o crema.
Osteospermum sect. Nephrotheca (B.Nord. & Kallersjö) J.C.Manning & Goldblatt: la forma delle foglie è ovato-oblunga con bordi dentati; le brattee dell'involucro sono subuniseriate; le corolle dei fiori del raggio sono colorate di giallo.
- 6B: gli acheni sono diritti o leggermente incurvati senza cavità ventrali;

- 7A: le corolle dei fiori del raggio sono colorate di bianco, rosa o purpureo;

Dimorphotheca
- 7B: le corolle dei fiori del raggio sono colorate di giallo-arancio;

- 8A: gli acheni hanno tre ali (raramente le ali sono ridotte) con delle cavità apicali;

- 9A: i lobi delle corolle dei fiori del disco possiedono delle bande sclerenchimatiche; gli acheni sono forati;

Osteospermum sect. Trifenestratae  Norl. (= Tripteris  Less.): gli acheni hanno 3 ali e 3 fori.
Osteospermum sect. Unifenestratae  Norl. (= Monoculus  B.Nord): gli acheni hanno 3 ali e nessun foro.
- 9B: i lobi delle corolle dei fiori del disco non possiedono delle bande sclerenchimatiche; gli acheni non sono forati;

Osteospermum sect. Efenestratae  Norl. (= Inuloides  B.Nord.): le specie sono delle erbe perenni con foglie tomentose a lamina intera.
Osteospermum sect. Confusae  Norl. (= Norlindhia  B.Nord.): le specie sono delle erbe annuali con superfici ghiandolose-pubescenti e con foglie a lamina da lobata a dentata.
- 8B: gli acheni sono (oppure no) alati e sono privi di cavità apicali;

Osteospermum

### Generi della flora spontanea italiana
Nella flora spontanea italiana sono presenti i seguenti generi/specie di questa tribù:
- Calendula:
  - Calendula arvensis L.
  - Calendula officinalis  L
  - Calendula stellata  Cav.
  - Calendula suffruticosa  Vahl
  - Calendula suffruticosa subsp. fulgida (Raf.) Guadagno
  - Calendula suffruticosa subsp. maritima  (Guss.) Meikle
  - Calendula tripterocarpa  Rupr.
- Osteospermum:
  - Osteospermum moniliferum  L. - Crisantemoide.